# The Wife
The Wife é um filme de drama dirigido por Björn Runge e escrito por Jane Anderson, baseado no romance de Meg Wolitzer de mesmo nome. É estrelado por Glenn Close, Jonathan Pryce e Christian Slater e seu enredo gira em torno de uma narrativa que engloba os questionamentos de uma esposa acerca das escolhas de sua vida enquanto viaja para Estocolmo com seu marido extremamente narcisista, que está prestes a ser premiado com o Prêmio Nobel de Literatura.
The Wife estreou mundialmente no Festival Internacional de Cinema de Toronto, em 12 de setembro de 2017. Nos Estados Unidos, estreou em 17 de agosto de 2018, por intermédio da Sony Pictures Classics. A obra recebeu aclamação generalizada da crítica, envoltas de elogios à atuação de Close, que ganhou os Prémios Globo de Ouro de 2019 na categoria de Melhor Atriz em Filme Dramático e foi nomeada ao Critics' Choice Movie de Melhor Atriz e ao Prémios Screen Actors Guild de Melhor Atriz Principal.

## Enredo
Em 1956, Joan Archer (Annie Starke) conhece Joseph Castleman (Harry Lloyd), um jovem e belo professor casado, em uma faculdade para mulheres. Embora seja uma escritora reconhecida, Joan fica impressionada com a força de personalidade e conselho de Joseph que "um escritor deve ter". Joan se encontra com uma autora de livros (Elizabeth McGovern), cujas opiniões sobre oportunidades para escritoras desanimam Joan. Dois anos depois, Joseph é demitido por se envolver com Joan; seu casamento entra em crise, e sua primeira tentativa de escrever um romance acaba sendo trágica. Joan, secretária de uma editora, observa como os editores descartam as escritoras. Quando Joan critica o trabalho de Joseph, ele ameaça terminar seu relacionamento com ela. Joan concorda em consertar o romance de Joseph para ele. O trabalho, intitulado The Walnut, é publicado e se torna um best-seller. Em 1960, Joseph e Joan estão morando numa grande casa à beira-mar, em Connecticut. Joan trabalha duro escrevendo romances para serem publicados sob o nome de Joseph, enquanto Joseph a ajuda nas tarefas domésticas. Após um diálogo entre o casal, Joan percebe que o romance a ser escrito é um reflexo de sua vida morosa e isto a aborrece.
Portando uma personalidade profundamente narcisista, Joseph tem vários casos adúlteros e diz publicamente que Joan "não escreve". Em 1993, em idade avançada, Joseph (Jonathan Pryce) torna-se um célebre autor. Ele ganha o Prêmio Nobel de Literatura, embora Joan (Glenn Close) pareça menos do que feliz com a honraria. David (Max Irons), que idolatra seu pai, procura a crítica e a aprovação de Joseph para seu primeiro conto, sem saber que Joan é autora de todas as obras. Joseph, Joan e David viajam para Estocolmo, enquanto Nathaniel Bone (Christian Slater), um polemico biógrafo, tenta insinuar a vida dos Castleman. A infelicidade de Joan piora à medida que a adulação é colocada para Joseph. Suas tentativas de agradecer publicamente a ela por apoiá-lo não trazem bons resultados.
Nathaniel, assistindo ao estado emocional de Joan, induz a ela a conversar sobre ele e diz que sabe que ela escreveu uma parte importante ou até mesmo todos os romances de Joseph. Joan não admite a verdade, mas Nathaniel está convencido de sua indagação após a conversa. Enquanto isso, Joseph tenta seduzir uma bela jovem fotógrafa (Karin Franz Körlof). Joseph, no entanto, é incapaz de consumar o caso devido à sua doença cardiovascular. Joseph acusa Joan de abandoná-lo, enquanto Joan expressa sua indignação com a tentativa abrupta de seu parceiro. A briga cessa quando descobrem que a filha deu à luz um neto.
Na noite de cerimônia do Prêmio Nobel, David confronta seus pais após ser informado por Nathaniel que Joan é a única escritora da família. Joseph e Joan negam tudo. Na cerimônia e no banquete seguintes, Joan fica cada vez mais chateada com os elogios feitos a Joseph. Ela foge e Joseph a segue. Ele exige que ela receba o Prêmio Nobel, mas ela se recusa. No hotel, Joan diz a Joseph que está entrando em divórcio. eles discutem violentamente e Joseph tem um ataque cardíaco. Prostrado na cama, Joseph implora pelo amor de Joan, e ela diz a ele que o ama; ele responde e morre momentos depois.
No avião de volta para os Estados Unidos, Nathaniel oferece suas condolências a Joan. Ela diz a ele que, se houver qualquer impedimento que prejudique a reputação de Joseph como escritor,  ela irá processá-lo. David, portanto, compreende a decisão de Joan. Por fim, Joan afirma que contará a verdade a David e a sua irmã quando chegarem em casa.

## Elenco
- Glenn Close como Joan Castleman
- Annie Starke como Joan Castleman (jovem)
- Jonathan Pryce como Professor Joe Castleman
- Harry Lloyd como Joe Castleman (jovem)
- Christian Slater cmo Nathaniel Bone
- Max Irons como David Castleman
- Elizabeth McGovern como Elaine Mozell
- Alix Wilton Regan como Susannah Castleman

## Produção
Em 16 de maio de 2018, foi divulgado que Glenn Close protagonizaria um filme com adaptação do romance The Wife, da escritora Meg Wolitzer. Dirigido por Björn Runge, o filme é roteirizado pela dramaturga Jane Anderson. Em 30 de janeiro de 2015, Frances McDormand, Logan Lerman, Brit Marling, Jonathan Pryce e Christian Slater foram anunciados como integrantes do elenco; em 19 de outubro de 2016, Pryce e Slater confirmaram a participação. Elizabeth McGovern, Max Irons e Annie Starke entraram para o elenco posteriormente, atuando nos papeis que eram, de início, pertencentes a McDormand, Lerman e Marling, respectivamente; neste ínterim, Harry Lloyd foi adicionado ao elenco. As filmagens ocorreram em Glasgow e Edimburgo, e em Dumfries, na Escócia.

## Recepção

### Crítica profissional
No Metacritic, o filme conta com uma nota de 77 de 100 pontos, baseada em 36 críticas que indicam aclamação favorável. No agregador de avaliações Rotten Tomatoes, o filme tem aprovação de 84% baseada em 185 avaliações, com uma aprovação média de 7,1/10. Segundo o consenso do portal, "The Wife conta com a força do desempenho de Glenn Close para transmitir o poder de sua história, e ela se mostra completamente apta para a tarefa."
Peter Travers, da publicação Rolling Stone, escreveu: "A atuação de Glenn Close é um tour-de-force, levando-a ao último nível com uma performance implosiva que funciona como um acúmulo de detalhes. Ela nunca telegrafa os sentimentos de Joan, permitindo que eles fossem desvendados enquanto assistíamos lentamente a ela comparecer às festas como preparo de um grande noite."ref>Travers, Peter (14 de agosto de 2018). «'The Wife' Review: Glenn Close's Spouse Is Mad as Hell in High-Lit Relationship Drama». Rolling Stone. Consultado em 19 de agosto de 2018</ref> Mark Kermode, do The Observer, afirmou que "o filme era uma reviravolta em torno da síndrome de Estocolmo"; Robbie Collin, do The Independent, descreveu-o como "uma obra com história de amor parcial imbuída num drama minimalista."

### Bilheteria
Até 12 de dezembro de 2018, The Wife havia arrecadado US$ 8 000 000 nos Estados Unidos e no Canadá, e US$ 7 700 000 em outros territórios; no total, cerca de US$ 15 700 000 foram arrecadados em bilheteria. Na primeira semana de lançamento, The Wife arrecadou US$ 113 137 após exibição em quatro cinemas, com uma média de US$ 27 784 no fim de semana. Seguidamente, as exibições foram expandidas para 18 cinemas no segundo fim de semana, gerando US$ 212 714 em bilheteria.

## Prêmios e indicações

### Prêmios
Oscar
- Melhor Atriz: Glenn Close (2019) (indicada)

 Globo de Ouro
- Melhor Atriz - Drama: Glenn Close (2019) (venceu)

 Satellite Awards
- Melhor Atriz - Drama: Glenn Close (2019) (venceu)